# Automobilmuseer
Dette er en liste over automobilmuseer, hvilket er en type transportmuseum, der fremviser automobiler og/eller deres historie. Museerne indbefatter museer specialiseret i veteranbiler, museer med kun ét bilmærke og mere generelle museer med brede bilsamlinger.
- Fed – Automobilmuseer der er ejet af bilfabrikanter
- Kursiv – Automobilmuseer der ikke lænere er åbne for offentligheden, eksklusive private samlinger der kræver særlig invitation eller aldrig har haft offentlig adgang

## Asien

### Forenede Arabiske Emirater
- Al Ain Classic Car Museum
- Emirates National Auto Museum

### Georgien
- Tbilisi Auto Museum[1]

### Indien
- Sudha Cars Museum
- Heritage Motor Museum, Gurgaon, Indie
- GeeDee Car Museum, Coimbatore, Tamil Nadu

### Indonesien
- Museum Angkut, Batu, Østjava

### Iran
- National Car Museum of Iran

### Israel
- Tefen Car Collection, Tefen[2]
- Ralex Automobile museum, Ashdod

### Japan
- Hino Auto Plaza (ja) (Hino Motors), Hachiōji, Tokyo
- Historic Car Gallery, Dachi,[3] Toki, Gifu
- Honda Collection Hall (Honda), Motegi, Tochigi
- Humobility World (ja) (Daihatsu), Ikeda, Osaka *pre-reservation required
- Maehara 20th (ja), Kiryū, Gunma
- Matsuda Collection[4]
- Mazda Museum (ja) (Mazda), Hiroshima, Hiroshima *pre-reservation required
- Mitsubishi Auto Gallery[5] (Mitsubishi Motors), Okazaki, Aichi *pre-reservation required
- Motorcar Museum of Japan (ja), Komatsu, Ishikawa
- Il Museo della Cinquecento (ja), Tsuruoka, Yamagata
- Nissan Engine Museum (Nissan), Yokohama, Kanagawa
- Nissan Heritage Collection[6] (Nissan), Zama, Kanagawa *pre-reservation required
- Prince & Skyline Museum (ja), Okaya, Nagano
- Shikoku Motor Car Museum (ja), Kōnan, Kōchi
- Suzuki Plaza (ja) (Suzuki), Hamamatsu, Shizuoka *pre-reservation required
- Toyota Automobile Museum (Toyota), Nagakute, Aichi
- Toyota Commemorative Museum of Industry and Technology (Toyota), Nagoya, Aichi
- Toyota Kuragaike Commemorative Hall (ja) (Toyota), Toyota (Aichi)
- Yamaha Communication Plaza (ja) (Yamaha Motor Company), Iwata, Shizuoka
- Wakui Museum (ja), Kazo, Saitama

### Kina
- Beijing Classic Car Museum
- Beijing Auto Museum
- Grand Prix Museum, Macau
- Shanghai Auto Museum

### Kuwait
- Historical, Vintage, and Classical Cars Museum

### Sydkorea
- Renault Samsung Motors Gallery (Renault Samsung Motors)
- Hyundai Kia R&D Museum (Hyundai Motor Group)
- Samsung Transportation Museum (Samsung Fire&Marine Insurance Co. LTD)
- Hyundai Motorstudio Seoul (Hyundai Motor Group)[7]
- World Automobile & Piano Museum, Jeju Province

### Tyrkiet
- Key Classic Car Museum, Torbalı, Izmir,[8]
- Rahmi M. Koç Museum, Hasköy, Istanbul,
- Sabri Artam Classic Car Museum, Çengelköy, Istanbul,[9]
- Tofaş Museum of Cars and Anatolian Carriages, Bursa,
- Ural Ataman Classic Car Museum, Tarabya, Istanbul,[10]

## Europa

### Andorra
- National Automobile Museum

### Belgien
- AutoWorld

### Bulgarien
- Retro-Museum, Varna shoppingcenter

### Cypern
- Cyprus Historic & Classic Motor Museum[11]Skabelon:Primary source inline

### Danmark
- Bornholms Automobilmuseum, Aakirkeby
- Europæisk Automobilmuseum, Odense
- Jysk Automobilmuseum, Gjern
- Næstved Automobilmuseum, Næstved
- Samsø Austin Museum, Torup
- Skoda Museum Danmark, Glamsbjerg
- Sommer's Automobile Museum, Nærum
- Veteranmuseet på Egeskov Slot
- Veteranmuseet på Aalholm (nu lukket)

### Estland
- Automuuseum,[12] Halinga

### Finland
- Mobilia,[13] Kangasala
- The Car Museum of Vehoniemi (Vehoniemen automuseo)
- Uudenkaupungin Automuseo
- Oulun Automuseo
- Espoon Automuseo

### Frankrig
- Cité de l'automobile - Musée national - Collection Schlumpf
- Renault Classic (Renault)
- Musée de l'Aventure Peugeot (Peugeot)
- Conservatoire Citroën (Citroën)
- Musée des 24 Heures du Mans
- Musée national de la Voiture et du Tourisme - Château de Compiègne
- Musée automobile Reims Champagne
- Musée de la Chartreuse, Molsheim

### Grækenland
- Hellenic Motor Museum[14]

### Holland
- Louwman Museum

### Italien
- Museo Casa Enzo Ferrari (Ferrari)
- Museo Ferrari (Ferrari)
- Museo Ferruccio Lamborghini (Lamborghini)
- Museo Lamborghini (Lamborghini)
- Museo Nazionale dell'Automobile
- Museo Storico Alfa Romeo (Alfa Romeo)
- Museo Mille Miglia
- Museo Vincenzo Lancia
- Museo Lancia (Lancia)
- Centro storico Fiat (it) (Fiat)
- Museo Targa Florio[15]
- Museo Nicolis[16]

### Kroatien
- Ferdinand Budicki Automobile Museum

### Letland
- Riga Motor Museum

### Malta
- Malta Classic Car Museum

### Monaco
- Monaco Top Cars Collection, Fontvieille, Monaco[17]

### Polen
- Muzeum Inżynierii Miejskiej w Krakowie

### Portugal
Museu do Caramulo, Caramulo

### Rumænien
- Tiriac Collection, Bukarest

### Rusland
- AvtoVAZ Museum, (Lada), Tolyatti
- Retro auto museum, Moskva
- Lomakov's old-timers cars and motorcycles Museum, Moskva
- Autoville, Moskva
- GAZ museum, Nizhny Novgorod
- First Private Museum of Retro and Military Vehicles, Moskva
- Vintage cars museum, Sankt Peterseborg
- Retro cars museum, Vyborg
- Retro cars museum, Zelenogorsk
- Retro cars museum, Yekaterinburg[19]
- UMMC auto museum Arkiveret 27. august 2019 hos  Wayback Machine, Verkhnyaya Pyshma (Yekaterinburg)

### San Marino
- Maranello Rosso (Ferrari og Abarth)[20]

### Schweiz
- Swiss Transport Museum
- Fondation Pierre Gianadda, Martigny

### Serbien
- Muzej automobila, Beograd[21]

### Spanien
- Museo Automovilístico de Málaga
- Museo de Historia de la Automoción de Salamanca
- Museo de Coches Clásicos y Antiguos Torre Loizaga (Galdames)

### Storbritannien

#### England
- Bentley Wildfowl and Motor Museum
- British Commercial Vehicle Museum
- British Motor Museum
- Brooklands Museum
- Bubble Car Museum,[22][fuld kildeangivelse nødvendig] Langrick, Boston, England
- Cars of the Stars Motor Museum
- Cotswold Motoring Museum
- Coventry Transport Museum
- Donington Grand Prix Exhibition
- Haynes International Motor Museum
- Ipswich Transport Museum
- Lakeland Motor Museum
- London Motor Museum
- Mercedes-Benz World (Daimler AG)
- National Motor Museum, Beaulieu
- Oxford Bus Museum

#### Skotland
- Myreton Motor Museum

#### Wales
- Llangollen Motor Museum
- Pembrokeshire Motor Museum

### Sverige
- Saab Car Museum (Saab)
- Göran Karlsson's Motor Museum
- Marcus Wallenberg-hallen (Scania)
- Motala Motor Museum
- Volvo Museum (Volvo)
- Car Museum - Albinsson & Sjöberg, Karlskrona

### Tyskland
- August Horch Museum Zwickau (Audi (Auto Union))
- Automobile Welt Eisenach
- Automuseum Dr. Carl Benz
- Autosammlung Steim
- Autostadt (Volkswagen Group)
- BMW Museum i BMW Welt (BMW)
- Mercedes-Benz Museum (Daimler AG)
- Museum Autovision
- Mazda Museum Augsburg[23]
- Museum for Historical Maybach Vehicles
- museum mobile (Audi)
- Porsche Museum (Porsche)
- Sinsheim Auto & Technik Museum
- Technikmuseum Speyer
- Prototyp - Personen.Kraft.Wagen in Hamburg
- PS Speicher
- EFA-Museum für Deutsche Automobilgeschichte
- Rosso Bianco Collection

### Tjekkiet
- Škoda Auto Museum (Škoda Auto)
- Tatra Muzeum, Kopřivnice
- Sports car museum, Lany.
- Veteran arena, Olomouc.

### Ukraine
- AvtoZAZ Museum (ZAZ), Zaporizhia

### Østrig
- Rolls-Royce Museum[24]
- Automobilmuseum Aspang[25]

## Nordamerika

### Canada
- Canadian Automotive Museum
- Manitoba Antique Automobile Museum
- Reynolds-Alberta Museum

### Cayman Islands
- Cayman Motor Museum

### USA

#### Østlige USA
- AACA Museum, Hershey, Pennsylvania. 90 cars on display.[26] Named as one of the 12 car museums worth a detour by MSNBC.[27]
- America On Wheels, Allentown (Pennsylvania). 75 cars, trucks & motorcycles.[28]
- BMW CCA Foundation Museum, Greer, South Carolina Features vintage BMW cars, motorcycles, and memorabilia. Affiliated with the BMW Car Club of America
- BMW Zentrum, Greer, South Carolina The visitor center and museum for the BMW US Manufacturing facility, displaying classic and currently produced vehicles
- Bruce Weiner Microcar Museum, Madison, Georgia. This museum has closed and the cars sold.[29]
- Buffalo Transportation Pierce-Arrow Museum, Buffalo New York. Features a Frank Lloyd Wright gas station.[30]
- Champlain Valley Transportation Museum, Plattsburgh, New York. 25 cars plus model trains.[31]
- Cole Land Transportation Museum, Bangor, Maine. Anything with wheels. Open in summer only.[32]
- Fort Lauderdale Antique Car Museum, Fort Lauderdale, Florida. Features the largest collection of Packard Cars and historical memorabilia from 1900 onwards.[33]
- Frick Car & Carriage Museum, Pittsburgh, Pennsylvania.[34]
- Larz Anderson Auto Museum, Brookline, Massachusetts. Eclectic collection of cars, motorcycles and artifacts.[35]
- Memory Lane Motorsports & Historic Auto Museum, Mooresville, North Carolina. Specializes in motor sports.[36]
- Miami Auto Museum at the Dezer Collection, North Miami, Florida. 200 cars and other vehicles.[37]
- Miles Through Time Automotive Museum, Toccoa, Georgia. co-op style with over 100 years of automotive history on display[38]
- Muscle Car City, Punta Gorda, Florida. 200 GM muscle cars.[39] Named as one of the 12 car museums worth a detour by MSNBC.[27]

- Newport Car Museum, Newport, Rhode Island. 75+ cars in six galleries for Ford/Shelby, Corvette, World Car, Fin Cars, Mopars, American Muscle. Eight driving simulators, Mid-Century Modern Furniture, award-winning videos. Named USA Today's Top 10 Best New Attraction, Yankee Magazine's Best Specialty Museum[40]
- Northeast Classic Car Museum, Norwich, New York. 160 cars.[41]
- Old Spokes Auto Museum, New Smithville, Pennsylvania. Small collection of mostly Hudsons.[42]
- Owls Head Transportation Museum, Owls Head, Maine. 50 cars from 1885 to 1940, plus airplanes, motorcycles and other forms of transportation.[43] Named as one of the 12 car museums worth a detour by MSNBC.[27]
- Revs Institute, Naples, Florida. Collection of over 100 significant automobiles with library and archives.[44]
- Saratoga Automobile Museum, Saratoga Springs, New York. Cars and artifacts.[45]
- Seal Cove Auto Museum, Seal Cove, Maine. 50 cars and motorcycles from 1895 to 1917.[46]
- Simeone Foundation Automotive Museum, Philadelphia, Pennsylvania. 65 racing sports cars.[47] Named one of America's best car museums by Autoweek[48] and Jalopnik.[49]
- Tallahassee Automotive Museum, Tallahassee, Florida. 130 cars plus a wide variety of other collectibles.[50]
- Tampa Bay Automobile Museum, Pinellas Park, Florida. 58 cars.[51]
- The William E. Swigart, Jr. Antique Automobile Museum, Huntingdon, Pennsylvania. 35 cars on display.[52]

### Centrale USA
- America's Packard Museum (The Citizens Motorcar Co.), Dayton Ohio. 60 Packards.[53]
- Antique Car Museum of Iowa, Coralville, Iowa. 90 cars.[54]
- Auburn Cord Duesenberg Automobile Museum, Auburn, Indiana. 120 cars on display.[55] Named one of America's greatest car museums by Autoweek.[48]
- Barber Vintage Motorsports Museum, Birmingham, Alabama. 50 Lotus race cars, large motorcycle collection.[56]
- Beller Museum, Romeoville Illinois. 70 cars, mostly from 1928 to 1933. Not open to the public.[57]
- British Transportation Museum, Dayton Ohio. 30 British cars. Not open in 2015 because moving locations.[58]
- Canton Classic Car Museum, Canton, Ohio. 40 cars.[59]
- City Garage Car Museum, Greeneville, Tennessee. 40 cars.[60]
- Classic Car Collection, Kearney, Nebraska. 200 cars.[61]
- Crawford Auto-Aviation Museum, Cleveland, Ohio. About 90 cars, mostly horseless carriages.[62] Named as one of the 12 car museums worth a detour by MSNBC.[27]
- Dick's Classic Garage Car Museum, San Marcos, Texas. 80 cars.[63]
- Dream Car Museum, Evansville, Indiana. About 60 cars.[64]
- Edge Motor Museum, Memphis, Tennessee. "American Speed" Exhibit featuring cars from post-war thru the energy crisis.[65]
- Ford Piquette Avenue Plant, Detroit, Michigan. Birthplace of the Ford Model T and the oldest car factory building on Earth open to the general public (built 1904).[66]
- Four States Auto Museum, Texarkana, Arkansas. About 20 vehicles including motorcycles. 217 Laurel Street, Texarkana, Arkansas 71854. Open Saturdays from 10am – 4pm, Sundays 1pm – 4pm, Special Tours May Be Arranged – Please Call:(870) 772-2886[67]
- Gilmore Car Museum, Hickory Corners, Michigan. 300 vehicles.[68]
- GM Heritage Center, Sterling Heights, Michigan. 600 GM cars. Not open to the public[69]
- Hemken Collection, Williams Iowa. 50 cars. Open Wednesdays and Fridays, May–October.[70]
- Henry Ford Museum (Ford Motor Company), Dearborn, Michigan. Cars, artifacts, historical displays.[71] Named as one of the best car museums in the country by MSNBC,[27] Autoweek[48] and Edmunds.[72]
- Hostetler's Hudson Auto Museum, Shipshewana Indiana.[73] Named as one of the most interesting car museums in the country by Popular Mechanics.[74]
- Indianapolis Motor Speedway Museum, Speedway, Indiana.[75] Named as one of the best car museums in the country by MSNBC[27] and Autoweek.[48]
- Kansas City Automotive Museum, Olathe, Kansas. 40 cars.[76]
- Kokomo Automotive Museum, Kokomo, Indiana. 100 cars plus memorabilia.[77]
- Lane Motor Museum, Nashville, Tennessee. 300 cars.[78] Named as one of the best car museums in the country by MSNBC,[27] Jalopnik,[49] and Popular Mechanics.[74]
- Midwest Dream Car Collection, Manhattan, Kansas. 60 cars.[79]
- National Automotive & Truck Museum, Auburn, Indiana. Adjacent to the better-known Auburn Cord Duesenberg Museum.[80]
- National Corvette Museum, Bowling Green, Kentucky. 70 cars.[81] Named as one of the best car museums in the country by MSNBC[27] and Edmunds.[72]
- National Packard Museum, Warren, Ohio. 40 Packards.[82]
- Pioneer Village, Minden, Nebraska 350 Cars Including the Oldest Buick in existence[83]
- Pontiac-Oakland Museum & Resource Center, Pontiac, Illinois. Cars and memorabilia.[84]
- R. E. Olds Transportation Museum, Lansing, Michigan. 60 REOs and Oldsmobiles.[85]
- Speedway Motors Museum of American Speed, Lincoln, Nebraska. Gearhead Nirvana.[86]
- Stahls Automotive Foundation, Chesterfield, Michigan. 80 cars, mostly from the 1930s and 40s. Open Tuesdays.[87]
- Studebaker National Museum, South Bend, Indiana. Historic Studebakers, Packards and artifacts.[88] Named one of the best car museums in the country by Edmunds[72] and Popular Mechanics.[74]
- Tupelo Automobile Museum, Tupelo, Mississippi. 100 cars.[89]
- Vehicle Vault Auto Gallery, Parker, Colorado. 50 Cars. Family Owned Collection. Open to the public.[90]
- Volo Auto Museum, Volo, Illinois. 50 cars, eclectic collection.[91] Named one of the most interesting car museums in the country by Popular Mechanics.Popular Mechanics.[74]
- Walter P. Chrysler Museum (Chrysler Group), Auburn Hills (Michigan). Not open to the public.[92] Named one of the best car museums in the country by Autoweek.[48]
- Wheels O' Time Museum, Peoria, Illinois. Eclectic local historical displays.[93]
- Wills Sainte Claire Auto Museum, Marysville, Michigan. 10 Wills cars. Open 2nd Sundays only.[94]
- Wisconsin Automotive Museum, Hartford, Wisconsin. 105 cars.[95]
- Ypsilanti Auto Heritage Museum, Ypsilanti, Michigan. Features Hudson, Tucker, Kaiser-Frazer and Corvair.[96]

### Vestlige USA
- Academy of Art University Automobile Museum. Located in San Francisco, California on the campus of Academy of Art University with a Forbes estimated car value of $70 million.[97]
- Allen Unique Autos, Grand Junction, Colorado. Private collection of Tammy Allen. Closed and all cars sold at 2016 Barrett-Jackson auction in Las Vegas.
- America's Car Museum, Tacoma, Washington. 350 cars.[98]
- The Auto Collections, Las Vegas Nevada. Rotating collection of 300 cars.[99]
- Automobile Driving Museum, El Segundo, California. 130 cars.[100]
- Blackhawk Automotive Museum, Danville California. 50 cars.[101] Named one of America's greatest car museums by Autoweek.[48]
- California Automobile Museum, Sacramento, California. 150 cars.[102]
- Cussler Museum, Arvada, Colorado. 100 cars, open in summer only.[103]
- Fountainhead Antique Auto Museum, Fairbanks Alaska. 80 vehicles.[104] Named as one of the 12 car museums worth a detour by MSNBC.[27]
- The Franklin Auto Museum, Tucson Arizona. Collection of Franklin cars.[105]
- Gateway Auto Museum, Gateway, Colorado. 50 cars.[106]
- J.A. Cooley Museum, San Diego. 20 cars plus memorabilia.[107]
- LeMay Family Collection, Tacoma, Washington. 500 cars plus other vehicles and automotive artifacts.[108]
- Marconi Automotive Museum, Tustin, California. Private collection open to public that houses approximately 75 rare and exotic automobiles including Ferrari and Lamborghini.
- Martin Auto Museum, Phoenix, Arizona. Small private collection open to public.[109]
- Mullin Automotive Museum, Oxnard, California. Collection of art deco French cars. Open only 10 Saturdays a year, but also open on most Tuesdays and Thursdays for semi-private tours.[110] Named as one of the best car museums in the country by MSNBC,[27] Autoweek,[48] and Jalopnik.[49]
- Murphy Auto Museum, Oxnard, California. 60 cars plus automobile art gallery.[111]
- Museum of Automobiles, Morrilton, Arkansas. 50 cars.[112]
- National Automobile Museum, Reno (Nevada). 200 cars.[113] Named as one of the best car museums in the country by MSNBC,[27] Autoweek,[48] and Edmunds.[72]
- The Nethercutt Collection, Sylmar California. 250 cars.[114] Named one of America's greatest car museums by Autoweek.[48]
- Nostalgia Street Rods, Goldstrom's Automobile Collection, Las Vegas, Nevada. 75+ cars plus memorabilia
- Penske Racing Museum, Scottsdale, Arizona. Racing cars and artifacts.[115]
- Petersen Automotive Museum, Los Angeles, California. Large collection of cars, other vehicles and artifacts.[116] Named as one of the best car museums in the country by MSNBC,[27] Autoweek,[48] and Edmunds.[72]
- San Diego Automotive Museum, San Diego, California. Cars and motocycles.[117]
- Thunder Dome Car Museum, Enumclaw, Washington.[118]
- Toyota USA Automobile Museum (Toyota Motor Sales, U.S.A., Inc.), Torrance, California. Not generally open to the public.[119]
- Western Antique Aeroplane & Automobile Museum, Hood River, Oregon. 130 cars plus large collection of antique planes.[120]
- Woodland Auto Display, Paso Robles, California. Focus is on motor sports.[121]
- World of Speed, Wilsonville, Oregon. Motor sports related, with up to 100 cars in 50,000 feet of public displays.[122] Rather than a large permanent collection, the museum relies on loans from collectors.[123]

## Oceanien

### Australien
- Ford Discovery Centre 1999–2012
- Motor Museum of Western Australia[124]
- National Automobile Museum of Tasmania[124]
- National Motor Museum, Birdwood[124]
- National Military Vehicle Museum
- National Road Transport Hall of Fame[124]
- The Australian Motorlife Museum[124]
- Gosford Classic Car Museum
- Qld Motorsport Museum, Ipswich.

### New Zealand
- Bill Richardson Transport World
- Museum of Transport and Technology
- National Transport and Toy Museum
- Nelson Classic Car Collection
- Omaka Classic Cars
- Southward Car Museum
- Warbirds and Wheels
- Yaldhurst Museum

## Sydamerika

### Argentina
- Museo Juan Manuel Fangio

### Brasilien
- Museu do Automóvel do Ceará
- Museu do Automóvel de Curitiba

### Chile
- Auto Museum Moncopulli, Casilla 204, Osorno, Región de los Lagos